# Corica
Cá cơm sông hay còn gọi là cá mờm (Danh pháp khoa học: Corica) là một chi cá nhỏ trong phân họ Cá cơm sông Pellonulinae thuộc họ cá trích Clupeidae trong bộ cá trích Clupeiformes, các loài cá này là cá bản địa của vùng Đông Nam Á. Có hai loài trong chi này. Cả hai loài này đều xuất hiện ở Việt Nam tại vùng Đồng bằng sông Cửu Long và được gọi chung với cái tên là cá cơm sông.

## Các loài
- Corica laciniata Fowler, 1935 (Cá cơm sông Bangkok) hay còn gọi là cá mờm
- Corica soborna F. Hamilton, 1822 (Cá cơm sông Hằng)

## Tại Việt Nam
Mùa khô (nước giựt cạn) sông Vàm Nao xuất hiện nhiều nhất là cá mờm, cá cơm. Cá cơm sông là loại cá có thân mình trắng trong, phần bụng trắng đục như hạt cơm, dài chừng 3 cm, chỉ có vào mùa nước cạn. Tuy nhiên, trước đó khoảng 20 ngày, người ta đã thấy nó xuất hiện, lúc này chúng hãy còn rất nhỏ, chỉ to hơn cây tăm một chút, dân gian không gọi nó là cá cơm mà gọi cá mờm. Ngư dân đánh bắt chúng trên các sông lớn như sông Tiền, sông Hậu, sông Vàm Nao vì loại cá này không vào kinh rạch. Như tên gọi, ngư dân đánh bắt cá cơm bằng nhiều loại lưới. Cá cơm sống ở tầng nước mặt nên ngư dân không dùng lưới sâu dạo, chỉ cần dài, càng dài càng bắt được nhiều cá, do đó phạm vi bao chiếm của lưới khá rộng.